# Oliwia Bosomtwe
Oliwia Mimi Bosomtwe (ur. 22 kwietnia 1991 w Krakowie) – polska dziennikarka pochodzenia polsko-ghańskiego. W latach 2020–2023 redaktorka naczelna Noizz.pl.

## Życiorys
Jest córką Ghańczyka i Polki. Dorastała w Nowym Sączu, później zamieszkała w Warszawie. Ukończyła studia z zakresu historii sztuki w ramach Międzywydziałowych Indywidualnych Studiach Humanistycznych na Uniwersytecie Warszawskim (licencjat – 2015, magister – 2017).
Publikowała na łamach „Znaku”, „Vogue’a”, „Newsweeka”, „Res Publiki Nowej”. Autorka tekstów związanych m.in. z tematyką społeczną, kulturową czy inkluzywną. 1 listopada 2020 mianowana została redaktorką naczelną serwisu Noizz.pl; funkcję sprawowała do grudnia 2023.
Pracowała w między innymi w Muzeum Warszawy (2014–2017) oraz Bibliotece Narodowej (2017–2018).

## Publikacje
- Jak biały człowiek: opowieść o Polakach i innych, wyd. I, Warszawa: Wydawnictwo WAB, 2024, ISBN 978-83-8319-724-1 [dostęp 2025-02-21]. Brak numerów stron w książce